# Rory Teague
Pour les articles homonymes, voir Teague.

a Compétitions nationales et continentales officielles uniquement.

Dernière mise à jour le 7 juillet 2020.
Rory Teague, né le 12 février 1985 à Gloucester, est un joueur de rugby à XV anglais qui évoluait au poste de demi d'ouverture ou d'arrière au sein de l'effectif de Gloucester, Bristol, Limoges, Tarbes, Aurillac et Grenoble. Il devient ensuite entraîneur de rugby à XV.

## Biographie
Rory Teague commence le rugby professionnel avec le club de Gloucester RFC, il dispute son premier match en Zurich Premiership le 13 septembre 2003 contre les Rotherham Titans. Il rejoint l'année suivante le club de Bristol Rugby avec lequel il joue en National division 1 lors de la saison 2004-2005. Il remporte le championnat avec son club qui fait son retour en première division. Mais il ne joue pas avec l'équipe première.
Il choisit donc de partir en France en 2007 pour disputer le Championnat de Pro D2 avec le club de Limoges rugby. L'année suivante, il signe à Tarbes Pyrénées rugby toujours en Pro D2 puis s'engage avec le Stade aurillacois pour la saison 2009-2010. Il termine sa carrière à 26 ans seulement en jouant une saison de Pro D2 avec le FC Grenoble.
Il commence ensuite une carrière d'entraîneur à l'Harrow School avant de rejoindre les Wasps puis les Saracens en tant qu'entraîneur au sein du centre de formation.
En février 2016, il est nommé entraîneur des arrières et de l'attaque de l'équipe d'Angleterre des moins de 20 ans. En novembre 2016, il s'occupe aussi des skills de la sélection d'Angleterre sous les ordres d'Eddie Jones. À partir de janvier 2017, il devient entraîneur de la technique individuelle à temps plein.
En mai 2017, il signe un contrat de 3 ans à l'Union Bordeaux Bègles en tant qu'entraîneur des arrières à partir de la saison suivante. Il remplace Émile Ntamack pour devenir l'adjoint de Jacques Brunel, nommé manager. Il participe en juin à la tournée anglaise en Argentine avant de rejoindre la Gironde.
En 2018, à la suite de la nomination de  Jacques Brunel en tant que manager du XV de France, il est nommé manager général de l'Union Bordeaux Bègles.
Il quitte ses fonctions à l'UBB « d'un commun accord » avec le club le 12 novembre 2018. En 2019, il fait son retour dans son premier club, à Gloucester, en tant qu'entraîneur des skills.

## Carrière

### Joueur
- 2003-2004 :  Gloucester RFC
- 2004-2007 :  Bristol Rugby
- 2007-2008 :  Limoges rugby
- 2008-2009 :  Tarbes PR
- 2009-2010 :  Stade aurillacois
- 2010-2011 :  FC Grenoble

### Entraîneur
- Février 2016 à janvier 2017 :  Angleterre -20 (entraîneur des arrières)
- Novembre 2016 à juin 2017 :  Angleterre (entraîneur des skills)
- 2017- 4 janvier 2018 :  Union Bordeaux Bègles (entraîneur des arrières)
- Du 4 janvier 2018 au 12 novembre 2018 :  Union Bordeaux Bègles (manager)
- 2019-2020 :  Gloucester Rugby (entraîneur des skills)
- 2022-2023 :  Racing 92 (entraîneur des arrières)

2025- Prise de poste Head Coach Béziers Rugby
| Saison      | Club                  | Division | Poste                 | Classement | Coupe d'Europe | Challenge européen |
| ----------- | --------------------- | -------- | --------------------- | ---------- | -------------- | ------------------ |
| 2017 - 2018 | Union Bordeaux Bègles | Top 14   | Arrières puis manager | 10e        | -              | Éliminé en poule   |

## Palmarès

### En club
- Vainqueur du National division 1 en 2005